# Iain M. Banks
Iain Menzies Banks (Dunfermline, Escócia, 16 de Fevereiro de 1954 — Kirkcaldy, Escócia,  9 de Junho de 2013) foi um escritor britânico. Escreveu ficção realista como Iain Banks, e ficção científica como Iain M. Banks.

## Biografia
O pai de Banks era um oficial do Estado Maior da Armada Britânica e sua mãe foi uma patinadora profissional no gelo. Banks estudou Inglês, Filosofia, e Psicologia na Universidade de Stirling.
Em Abril de 2013 anuncia no seu website que tem cancro e que seria improvável que vivesse mais de um ano. Acabaria por morrer em Junho do mesmo ano.

## Obra

### Ficção como Iain Banks
- The Wasp Factory (1984) - editado em 2016 em português Fábrica das Vespas
- Walking on Glass (1985)
- The Bridge (1986)
- Espedair Street (1987)
- Canal Dreams (1989)
- The Crow Road (1992)
- Complicity (1993)
- Whit (1995)
- A Song of Stone (1997) - editado em português Uma Canção de Perda (1999)
- The Business (1999)
- Dead Air (2002)
- The Steep Approach to Garbadale (2007)
- Transition (2009)
- Stonemouth (2012)
- The Quarry (2013)

### Ficção científica como Iain M. Banks

#### Romances

##### The Culture series
- Consider Phlebas (1987)
- The Player of Games (1988)
- Use of Weapons (1990)
- Excession (1996)
- Inversions (1998)
- Look to Windward (2000)
- Matter (2008)
- Surface Detail (2010)
- The Hydrogen Sonata (2012)